# Gina Kästele
Gina Kästele (* 19. April 1953 in München) ist eine deutsche Psychologin, Professorin für Methoden Sozialer Arbeit an der Hochschule Niederrhein sowie Autorin von Sachbüchern.

## Leben
Kästele absolvierte ein Psychologie-Studium an der Universität München und der University of the Pacific in Kalifornien. Sie promovierte an der Universität Osnabrück mit einer Arbeit über Persönlichkeitseigenschaften bei ein- und zweieiigen Zwillingen. Sie veröffentlichte Selbstfindungsbücher, in denen verschiedene Themen aus einem psychotherapeutischen Standpunkt aus geschildert und analysiert werden. Als Psychotherapeutin ist sie eine zugelassenen GIM (Guided Imagery and Music Psychotherapie) Primary Trainern in Deutschland.
Von 1995 bis zu ihrer Emeritierung arbeitete Gina Kästele als Professorin für Soziale Arbeit an der Hochschule Niederrhein sowie als Dozentin des CIP Institut München (Institut für Betriebliches Gesundheitsmanagement, Organisationsentwicklung und gesunde Führung) und des Berliner Mind Institute.
Sie ist Mutter eines Sohnes (* 1996) und wohnt seit 2004 in München.

## Veröffentlichungen
- Essen Im Einklang mit Seele und Körper: Das Richtige Maß finden. Ein Praktisches Selbsthilfeprogramm. Herder, Freiburg Im Breisgau 1996, ISBN 3-451-04395-5.
- Und Plötzlich Wieder Single. Eine Trennung bewältigen Und neue Perspektiven entwickeln. 3. Edition, Kösel, München 2011, ISBN 978-3-466-30482-0.
- Umarme Deine Angst. Kösel, München 2012, ISBN 978-3-466-30956-6.